# Bitka pri Klokotnici
Bitka pri Klokotnici (bolgarsko  Битката при Клокотница, Bitkata pri Klokotnica) se je dogodila 9. marca 1230 pri vasi Klokotnica v sedanji bolgarski provinci Haskovo. V bitki se je Drugo bolgarsko cesarstvo ponovno dokazalo kot najmočnejša država v jugovzhodni Evropi, Solunsko cesarstvo pa je postalo drugorazredna država.

## Ozadje
Okrog leta 1221 ali 1222 je bolgarski car Ivan Asen II. sklenil zavezništvo z epirskim vladarjem Teodorjem Komnenom Dukasom. Teodor je pod varstvom pogodbe osvojil latinski Solun in bolgarsko Makedonijo, vključno z Ohridom, in ustanovil Solunsko cesarstvo. Po smrti latinskega cesarja Roberta Courtenayskega leta 1228, je bil najbolj verjeten regent za  mladoletnega Balduina I. Ivan Asen II.. Teodor je menil, da je Bolgarija samo majhna ovira na njegovi poti do oblasti v Konstantinoplu, zato je prelomil mirovno pogodbo in na začetku marca 1230 brez vojne napovedi napadel Bolgarijo.

## Bitka
Teodor Komnen je zbral ogromno vojsko, v kateri so bili tudi zahodni najemniki. Bil je tako prepričan v svojo zmago, da je na pohod odpeljal tudi ves dvor ter ženo in otroke. Vojska je med počasnim prodiranjem plenila vasi ob poti. Ko je Ivan Asen II. izvedel za napad na svojo državo, je zbral majhno vojsko nekaj tisoč mož in se hitro odpravil proti jugu. Bolgarska vojska je v štirih dneh prešla trikrat daljšo pot kot Teodorjeva v enem tednu. 
9. marca sta se vojski srečali pri vasi Klokotnica. Izročilo pravi, da je Ivan ukazal, da se prelomljena mirovna pogodba natakne na sulico kot zastava. Z dobro taktiko mu je uspelo obkoliti nasprotnika, ki ni pričakoval tako zgodnjega prihoda Bolgarov. Bitka je trajala do sončnega zahoda. Teodorjeva vojska je bila popolnoma poražena. Rešil se je samo manjši oddelek vojakov pod poveljstvom Teodorjevega brata Manuela, drugi pa so bili ubiti ali ujeti. Med ujetniki je bil tudi Teodor z družino in ves njegov dvor.

## Posledice
Ivan Asen II. je po bitki takoj in brezpogojno osvobodil ujete vojake, plemiče pa je odpeljal s seboj v Veliko Tǎrnovo.  Zaradi tega dejanja je zaslovel kot usmiljen in pravičen vladar. Na čelu svoje vojske je brez odpora osvojil ozemlje Teodorja Komnena in ga priključil k svoji državi.

## Tǎrnovski napis
Bolgarski car je dal v spomin na bitko pri Klokotnici v enega od marmornih stebrov v cerkvi 40 mučencev v Velikem Tǎrnovem vklesati naslednji napis:
V tretji indiciji leta 6738  (1230) sem jaz, Ivan Asen, Kristusu Bogu zvest  vladar  in suveren Bolgarov, sin starega carja Ivana Asena, od temeljev sezidal in poslikal to sveto cerkev z imenom svetih 40 mučencev, s pomočjo katerih sem se v dvanajstem letu moje vladavine spustil v vojno z Bizantinci in porazil grško vojsko in ujel njenega cesarja Kira Teodorja Komnena skupaj z vsemi njegovimi bojarji. Zasedel sem vse njegovo ozemlje od Odrina do Drača, grško, albansko in srbsko. In mesta okrog Konstantinopla, v katerem so vladali Frizi (Latinci). Vdali so se mojemu cesarstvu, ker niso imeli nobenega drugega cesarja, razen mene. Meni gre zahvala, da so preživeli, ker je Bog tako ukazal. Brez Njega se ne zgodi nobeno dejanje in ne izreče nobena beseda. Naj mu bo večna slava, amen.